# Holubinka hlínožlutá
Holubinka hlínožlutá (Russula ochroleuca (Pers.) Fr.) je jedlá houba z čeledi holubinkovitých

## Synonyma
- Agaricus ochroleucus Pers. 1801
- Russula citrina Gillet 1874
- Russula granulosa Cooke 1888
- Russula ochroleuca var. granulosa (Cooke) Rea 1922

## Vzhled
Klobouk v mládí polokulovitý, v dospělosti plochý až vmáčklý, 4 až 12 cm široký. Pokožka žlutá, okrová nebo žlutozelená, za sucha lesklá, za vlhka slizká, do dvou třetin slupitelná. Lupeny husté, vysoké, ke kraji třeně přirostlé, lámavé, bílé, ve stáří šedožluté, při poškození slabě hnědnoucí.
Třeň 4 až 8 cm vysoký, 1 až 2,5 cm tlustý, válcovitý, dole někdy kyjovitě rozšířený, plný, bílý, ve stáří našedlý.
Dužnina bílá, ve stáří našedlá, při poranění barvu nemění. Chuť mírná nebo častěji mírně palčivá, vůně nenápadná.
Výtrusy bezbarvé, téměř kulovité, ostnité a síťované, o rozměrech 8-10,5 × 6,5-8 µm. Výtrusný prach bělavý.

## Výskyt
Holubinka hlínožlutá roste především v jehličnatých lesích. Nalézt ji můžeme od července do listopadu; rozšířena je po celé Evropě.

## Využití
V literatuře se zpravidla označuje za jedlou houbu horší kvality, použitelnou do směsi s jinými druhy. Někdy je pro palčivou chuť označována za nejedlou.